# Petelo Hanisi
Petelo Hanisi est un homme politique des îles Wallis-et-Futuna. Il est élu à l'Assemblée territoriale des îles Wallis et Futuna pour le district de Hahake, sur une liste Haofaki tou Fenua ou « Bataille pour sauver le pays ».
Il est président de l'Assemblée territoriale du 11 décembre 2013 (succédant à Nivaleta Iloai) jusqu'au 26 décembre 2014 où il est remplacé par Mikaele Kulimoetoke.
Lors des élections territoriales de 2017, Petelo Hanisi est battu et perd son siège de conseiller territorial.